# Michael Adams (Maler)
Michael Adams  (* 29. Dezember 1937 in Malaysia) ist ein englischer Maler.

## Leben
Michael Adams wurde 1937 in Malaysia als Sohn eines Kautschukpflanzers und einer Opernsängerin geboren. Ab dem 9. Lebensjahr wurde er in England unterrichtet. Mit 16 Jahren besuchte er die Falmouth-Kunstschule und von 1958 bis 1961 das Royal College of Art in London. Dort studierte er bei Julian Trevellyan. Nach abgeschlossenem Studium als Graveur arbeitete Adams als Lehrer bis 1965 an die Makerere-Universität in Uganda und entschloss sich anschließend, als freier Künstler zu arbeiten.
Im Jahr 1971 lernte er die Engländerin Heather Denselow kennen, die in Nairobi an einer Grundschule unterrichtete. Sie zogen 1972 auf die Seychellen und heirateten im selben Jahr. Ihr Sohn Tristan wurde 1977 und die Tochter Alyssa 1980 geboren. Beide sind wie ihr Vater Künstler geworden und stellen gemeinsam ihre Bilder in der Galerie aus, die dem Wohnhaus in Mahé auf den Seychellen angeschlossen ist.
2001 wurde er für seine Verdienste für die Kunst auf den Seychellen von Königin Elisabeth II. mit dem Titel MBE ausgezeichnet.

## Weise und Stil
Der Maler Michael Adams wird in den Medien häufig als „der Gauguin der Seychellen“ bezeichnet. Denn so wie jener sich nach einem bewegten Leben zunächst auf Tahiti und dann auf die Marquesasinsel Hiva-Oa zurückzog, hat Adams nach langen Wanderjahren zumeist durch Afrika in 1972 sein Refugium auf Mahé, der Hauptinsel der Seychellen, gefunden.
Auch unter zwei weiteren Aspekten erinnert Michael Adams an Paul Gauguin. Sie suchen ihre Intuitionen in der unberührten Natur sowie im einfachen Leben vor Ort, wo „alles noch Unschuld und Freiheit bedeutet“ (Encyclopaedia Universalis). Und beide überwinden die formauflösende Malerei des Impressionismus durch die auf das Äußerste gesteigerte Leuchtkraft der eingesetzten Farben.
Trotz dieser Gemeinsamkeiten ist das Ergebnis ihrer Kunst grundverschieden. Bei Gauguin sind die Farben in Flächen gegliedert, was großen Einfluss auf Symbolismus und Expressionismus ausgeübt hat. Bei Michael Adams fließen sie dagegen wie ein ungezähmt sprudelnder Strom. Das gelegentlich von Adams eingesetzte Gold lässt ein wenig an Friedensreich Hundertwasser denken, mit dem Adams drei Jahrzehnte lose befreundet war. Sie hatten sich in 1968 in Uganda kennengelernt und über ihre Kunst ausgetauscht. Doch während in Hundertwassers abstrakten Bildern der österreichische Jugendstil durchscheint, vertieft Adams sich in seiner eigenen Sprache (er malt nahezu ausschließlich mit Wasserfarben) in die Formen und Farben der Natur.
Dementsprechend ist Adams Stil keiner bekannten Stilrichtungen zuzuordnen. Derartiges ist auch ohne Bedeutung für ihn. Er geht eigene Wege und wirkt verborgen in seiner Tropenwildnis, die er nur selten für eine Reise verlässt. Er lebt von dem Verkauf seiner Siebdrucke, den seine Frau Heather in ihrer kleinen Insel-Galerie organisiert. Denn von den Originalen mag er sich nur als Ausnahme trennen. „Schließlich verkauft man auch nicht seine Kinder“, argumentiert er mit der Folge, dass seine Bilder auf dem Kunstmarkt kaum zu finden sind.